# Rów Japoński

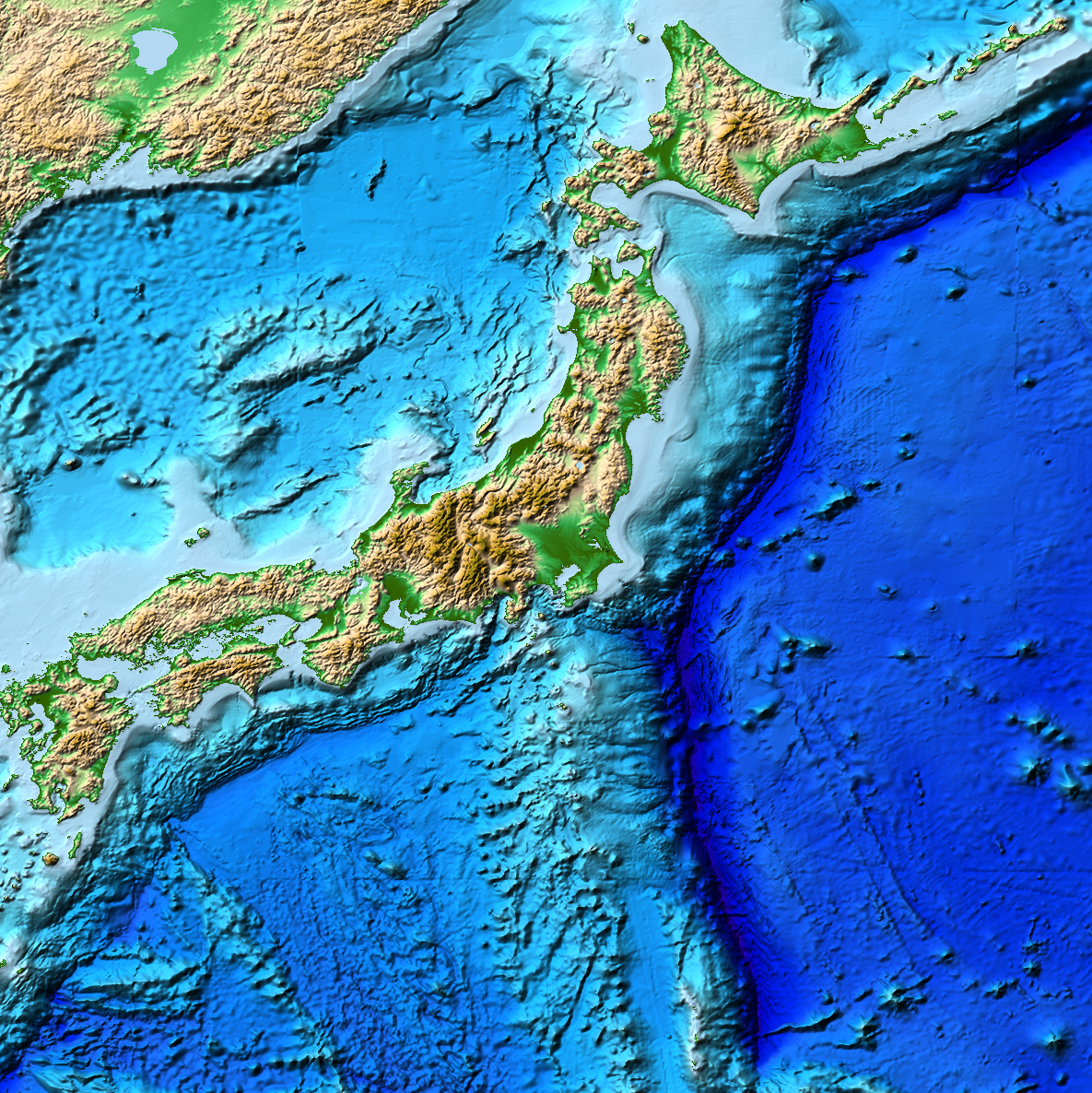
Rów Japoński widoczny na wschód od wyspy Honsiu

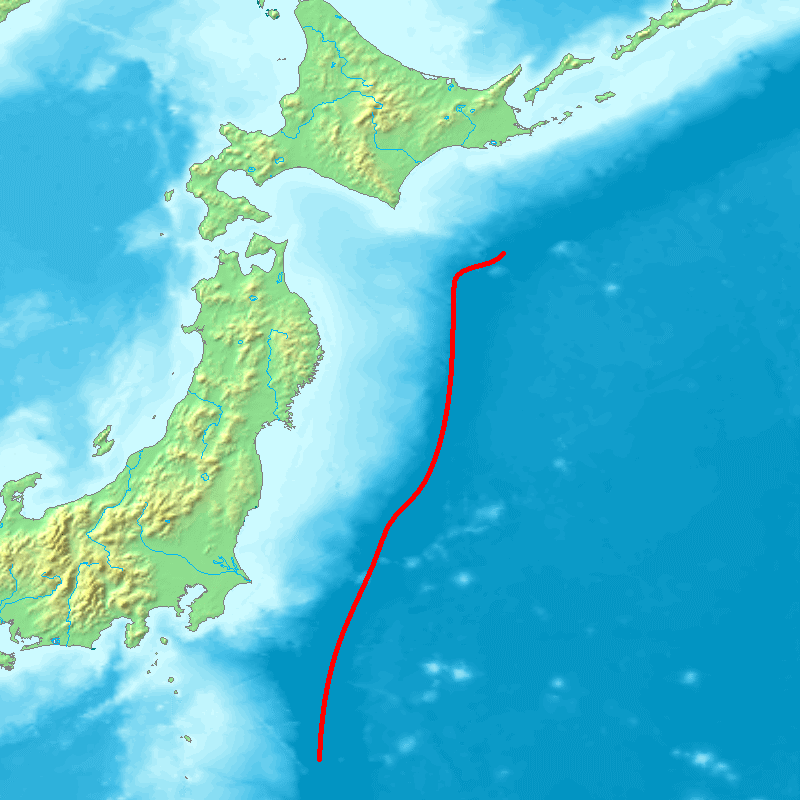
Rów Japoński zaznaczony czerwoną linią

Rów Japoński – rów oceaniczny w zachodniej części Pacyfiku, na wschód od Wysp Japońskich. Jest to jedna z głębin wchodzących w skład ognistego pierścienia Pacyfiku. Jego maksymalna głębokość wynosi 9000 m. Ciągnie się od wschodnich wybrzeży Hokkaido na północy do wysp Ogasawara (Bonin) na południu. Na północy łączy się z Rowem Kurylsko-Kamczackim, a na południu z Rowem Izu-Ogasawara. Na wschód od Rowu Japońskiego znajduje się płyta pacyficzna, a na zachód płyta eurazjatycka.
11 sierpnia 1989 roku trzyosobowa japońska łódź podwodna Shinkai 6500 osiągnęła głębokość 6526 m w czasie eksploracji Rowu Japońskiego.
W październiku 2008 roku japońsko-brytyjska ekspedycja wyłowiła z głębokości 7,7 km rybę z rodziny dennikowatych Pseudoliparis amblystomopsis. Jest to jak do tej pory najgłębiej żyjąca ryba na ziemi.